# Wilgowate
Wilgowate (Oriolidae) – rodzina ptaków z podrzędu śpiewających (Oscines) w obrębie rzędu wróblowych (Passeriformes).

## Zasięg występowania
Rodzina obejmuje prawie czterdzieści gatunków występujących w Afryce, Eurazji i Australazji. Tylko jeden gatunek, wilga, występuje w Europie, w tym w Polsce.

## Charakterystyka
Są to ptaki średniej wielkości. Występuje u nich wyraźny dymorfizm płciowy, samce ubarwione są dużo okazalej. Głowa większości gatunków jest ubarwiona na żółto z czarnymi elementami.

## Systematyka
Wilgowate najbliżej spokrewnione są z fletówkami (Pachycephalidae). Do fletówek były wcześniej zaliczane fletowce (rodzaj Pitohui umieszczany obecnie w monotypowej podrodzinie Pitohuinae). Z kolei wymarłe rdzawki (rodzaj Turnagra umieszczany w monotypowej podrodzinie Turnagrinae) do niedawna określane były jako incertae sedis lub też włączano je do fletówek albo altanników (Ptilonorhynchidae).

### Podział systematyczny
Do rodziny zaliczane są następujące podrodziny:
- Pitohuinae Christidis & Schodde, 2014 – fletowce
- Sphecotherinae Mathews & Iredale, 1920 – figojady
- Turnagrinae Buller, 1888 – rdzawki – takson wymarły
- Oriolinae Vigors, 1825 – wilgi